# Kurt Borkenhagen
Kurt Borkenhagen (Düsseldorf, 30 dicembre 1919 – Düsseldorf, 12 maggio 2012) è stato un calciatore tedesco, di ruolo difensore.

## Biografia
Era il fratello di Alfred Borkenhagen.